# Epiperipatus barbadensis
Epiperipatus barbadensis är en klomaskart som först beskrevs av Froehlich 1962.  Epiperipatus barbadensis ingår i släktet Epiperipatus och familjen Peripatidae. Inga underarter finns listade i Catalogue of Life.